# Friedrichshof (Rietzneuendorf-Staakow)

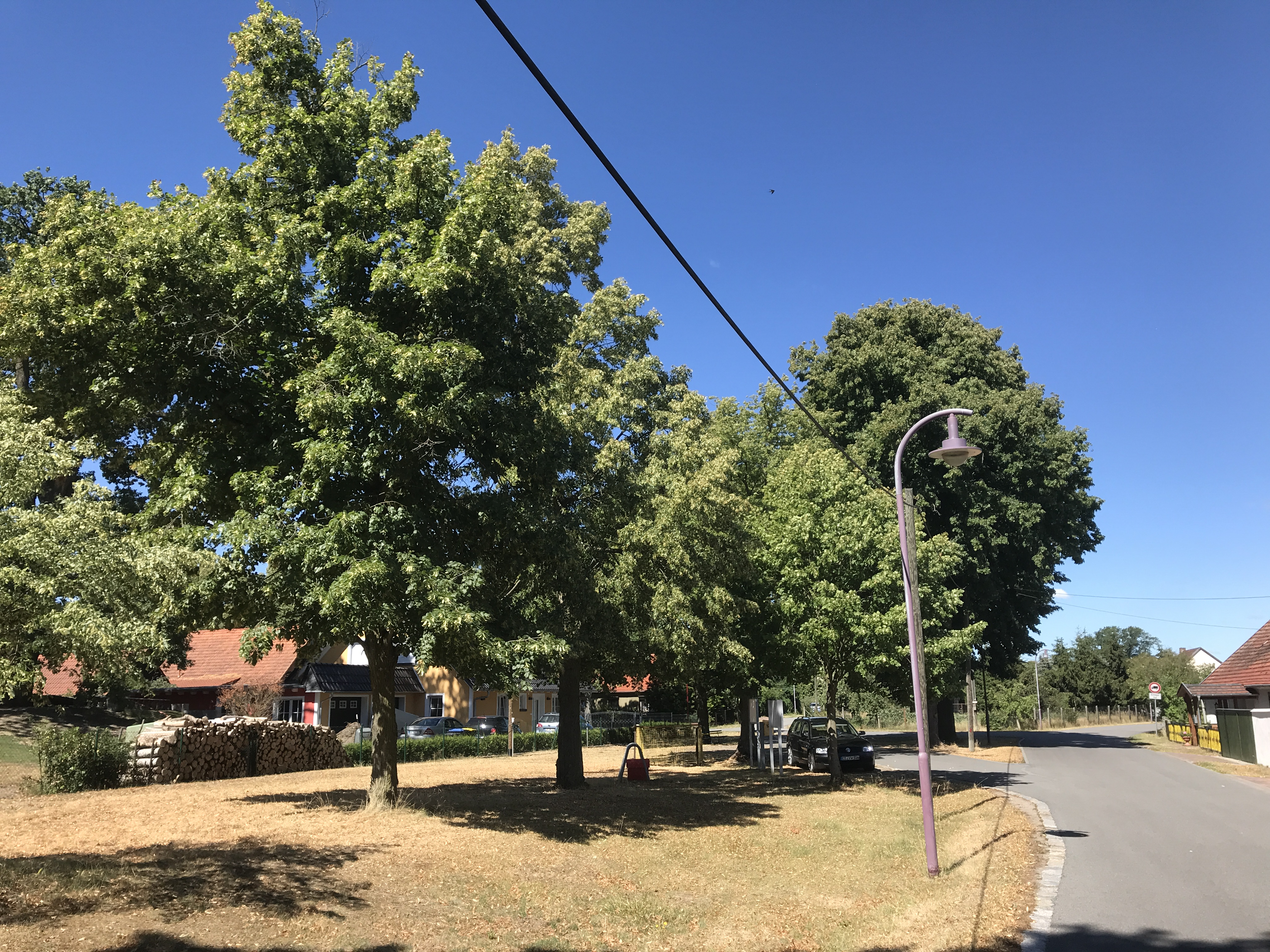
Dorfstraße

Friedrichshof (niedersorbisch Frycowy Dwor) ist ein Ortsteil der Gemeinde Rietzneuendorf-Staakow im Landkreis Dahme-Spreewald in Brandenburg. Seit dem 1. Januar 1974 bildete Friedrichshof zusammen mit dem Ortsteil Rietzneuendorf die Gemeinde Rietzneuendorf-Friedrichshof, die am 31. Dezember 2001 mit der Gemeinde Staakow zusammengelegt wurde. Seitdem sind Rietzneuendorf und Friedrichshof eigenständige Ortsteile.

## Lage
Friedrichshof liegt am äußersten Rande des Unterspreewalds knapp zehn Kilometer nördlich von Golßen. Umliegende Ortschaften sind Staakow im Nordosten, Rietzneuendorf im Osten, der Golßener Gemeindeteil Prierow im Süden, Golßen im Südwesten, die zur Stadt Baruth/Mark im Landkreis Teltow-Fläming gehörende Glashütte im Westen sowie der Baruther Ortsteil Dornswalde im Nordwesten. Im Norden ist Friedrichshof von einem bis kurz vor Königs Wusterhausen reichendem Waldgebiet umgeben.
Friedrichshof liegt an der Kreisstraße 6147, die über Rietzneuendorf nach Waldow/Brand führt. Die Landesstraße 711 von Wahlsdorf nach Krausnick verläuft etwa zwei Kilometer südöstlich des Dorfes. Die nächstgelegene Autobahnanschlussstelle Staakow an der Bundesautobahn 13 liegt etwa drei Kilometer entfernt. In der Gemarkung von Friedrichshof fließen die Dahme und der Buschgraben, beides Nebenflüsse der Spree.
Von Friedrichshof aus fährt die Buslinie 476 nach Lübben und Golßen. Die Strecken werden von der Regionalen Verkehrsgesellschaft Dahme-Spreewald (RVS) bedient.

## Geschichte

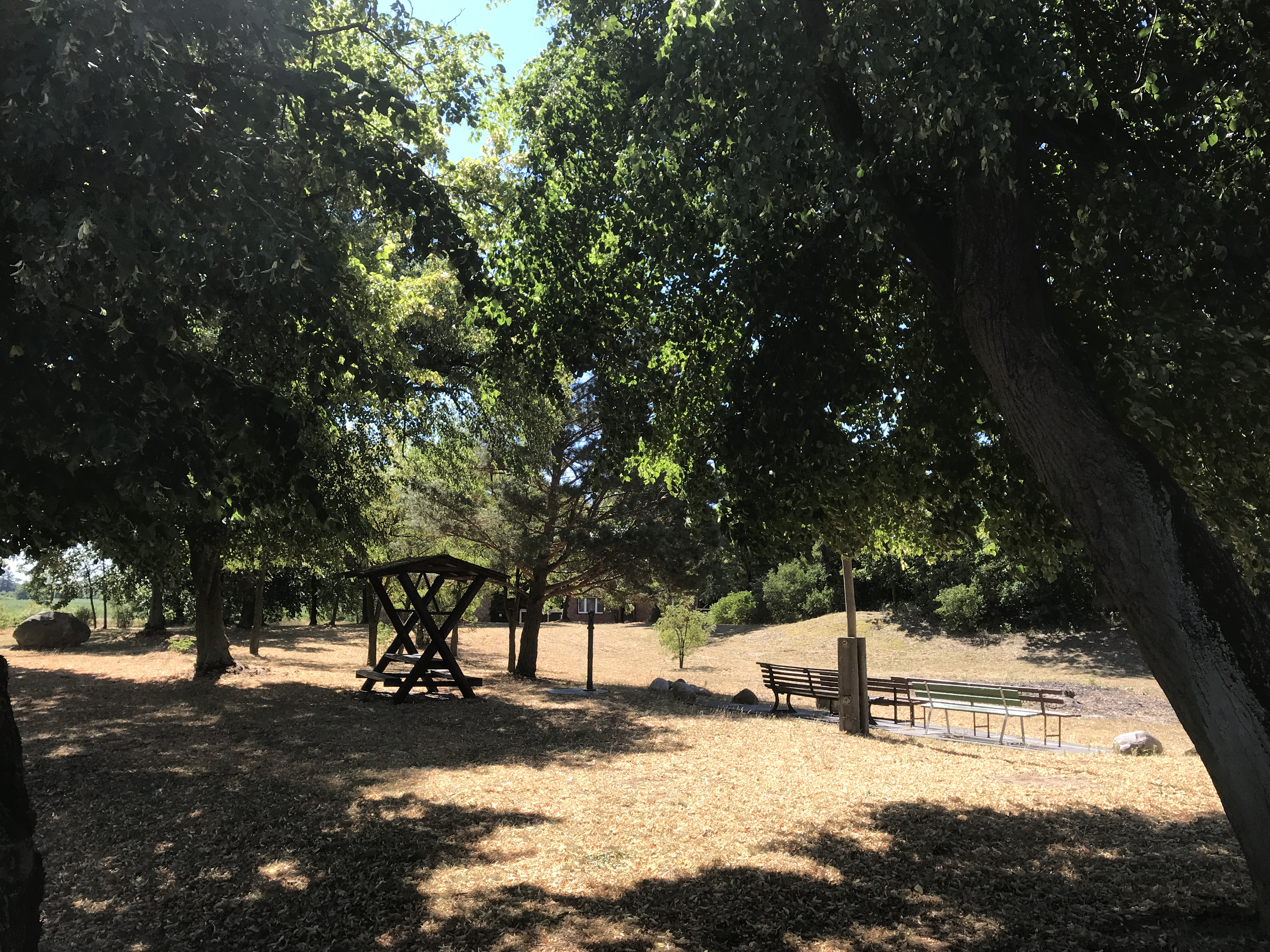
Dorfanger

Die ehemalige Häuslergemeinde Friedrichshof wurde 1745 von Friedrich Heinrich Graf zu Solms-Baruth zusammen mit einigen weiteren Dörfern offiziell gegründet und gehörte zur Standesherrschaft Baruth. Bereits vor der Dorfgründung entstanden um das Jahr 1720 ein Vorwerk für Rietzneuendorf und ein Forsthaus. Das Vorwerk wurde Kolonie Friedrichshof und das Forsthaus Kolonie Rietze genannt.
Friedrichshof stand unter dem direkten Einfluss der Fürsten zu Solms. Bis zur Bodenreform 1945, bei der sie enteignet wurden, gehörten den Fürsten alle landwirtschaftlichen Nutzflächen und sie bewirtschafteten auch die Wälder im Dorf.
Ab 1945 wurden die Felder von der Rietzneuendorfer Genossenschaft und nach der Bildung der Landwirtschaftlichen Produktionsgenossenschaft in Rietzneuendorf von dieser bewirtschaftet. Die Friedrichshofer Bevölkerung lebte überwiegend von der Landwirtschaft, von Waldarbeit oder sie arbeiteten in der benachbarten Glashütte.
Nach dem Wiener Kongress kam das vormals sächsische Friedrichshof an das Königreich Preußen und lag im Landkreis Luckau im Regierungsbezirk Frankfurt. Am 25. Juli 1952 wurde die Gemeinde dem neu gebildeten Kreis Lübben im Bezirk Cottbus zugeordnet. Am 1. Januar 1974 schloss Friedrichshof sich mit dem benachbarten Rietzneuendorf zur Gemeinde Rietzneuendorf-Friedrichshof zusammen. Nach der Wende lag Rietzneuendorf-Friedrichshof im Landkreis Lübben in Brandenburg. Am 26. Oktober 1992 schloss die Gemeinde sich dem Amt Unterspreewald an. Nach der Kreisreform in Brandenburg am 6. Dezember 1993 kam die Rietzneuendorf-Friedrichshof schließlich zum neu gebildeten Landkreis Dahme-Spreewald. Am 31. Dezember 2001 schloss sich Rietzneuendorf-Friedrichshof mit der Gemeinde Staakow zu der neuen Gemeinde Rietzneuendorf-Staakow zusammen. Am 1. Januar 2013 fusionierte das Amt Unterspreewald mit dem Amt Golßener Land, dadurch entstand das Amt Unterspreewald.

## Bevölkerungsentwicklung
| Jahr | Einwohner |
| ---- | --------- |
| 1875 | 256       |
| 1890 | 263       |
| 1910 | 158       |
| 1925 | 172       |
| 1933 | 155       |
| 1939 | 163       |
| 1946 | 213       |
| 1950 | 201       |
| 1964 | 116       |
| 1971 | 112       |

## Nachweise
1. ↑  Amt Unterspreewald – Einwohnermeldeamt (Hrsg.): Einwohnerzahlen des gesamten Amtes Unterspreewald (mit Gemeinden und Orts-/Gemeindeteilen) zum Stand 1. Januar 2017. Schönwalde 27. Juli 2017 (Kontaktdaten [abgerufen am 28. Juli 2017]).
2. 1 2  Gemeinde Rietzneuendorf - Staakow. Abgerufen am 1. Mai 2024.
3. ↑  Friedrichshof im Geschichtlichen Ortsverzeichnis. Abgerufen am 28. Juli 2017.
4. ↑  Historisches Gemeindeverzeichnis des Landes Brandenburg 1875 bis 2005. (PDF; 331 kB) Landkreis Dahme-Spreewald. Landesbetrieb für Datenverarbeitung und Statistik Land Brandenburg, Dezember 2006, abgerufen am 28. Juli 2017.